# 히가시야모토역
히가시야모토역(일본어: 東矢本駅)은 일본 미야기현 히가시마쓰시마시에 있는, 동일본 여객철도의 철도역이다.

## 역 구조
1면 1선 구조의 지상역이다.

## 역세권 정보
- 국도 제45호선

## 역사
- 1987년
  - 3월 31일: 일본국유철도 마지막 날에 영업 개시.
  - 4월 1일: 민영화에 따라 동일본 여객철도의 소속이 되었다.
- 2003년 10월 26일: 스이카 도입.
- 2011년
  - 3월 11일: 동일본 대지진으로 영업 휴지.
  - 7월 16일: 야모토 ~ 이시노마키 구간이 운행 복귀함으로 영업 재개.

## 인접역
| 동일본 여객철도 ■ 센세키 선 | 동일본 여객철도 ■ 센세키 선 | 동일본 여객철도 ■ 센세키 선  |
| --------------------------- | --------------------------- | ---------------------------- |
| 야모토 아오바도리 방면      | ■ 보통                      | 리쿠젠아카이 이시노마키 방면 |